# 国技院
国技院（國技院、こくぎいん）は、大韓民国政府によって設立された正式なテコンドーの統括組織である。世界テコンドー本部としても知られ、世界テコンドーアカデミーの拠点である。段位認定、大会開催、講習会、機関誌の発行などテコンドー普及のための諸活動を行っている。